# Fallopia
Fallopia é um gênero botânico da família polygonaceae.

## Espécies
Contem as seguintes espécies:
| - Fallopia baldschuanica (Regel) Holub - Fallopia cilinode (Michx.) Holub - Fallopia convolvulus (L.) Á. Löve - Fallopia cynanchoides (Hemsl.) Haraldson - Fallopia dentatoalata (F. Schmidt) Holub - Fallopia dumetorum (L.) Holub - Fallopia filipes (Hara) Holub | - Fallopia forbesii (Hance) Yonek. & H. Ohashi - Fallopia koreana B. U. Oh & J. G. Kim - Fallopia multiflora (Thunb.) Haraldson - Fallopia pterocarpa (Wall. ex Meisn.) Holub - Fallopia scandens (L.) Holub - Fallopia schischkinii Tzvelev - Fallopia × convolvuloides (Brügger) Holub |